# Marışlı
Marışlı è un comune dell'Azerbaigian situato nel distretto di Salyan. Conta una popolazione di 2 050 abitanti.